# Mychajlo Lyssenko

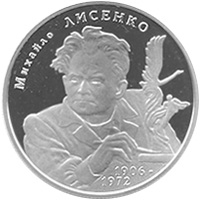
Mychajlo Lyssenko auf einer ukrainischen 2-₴-Gedenkmünze von 2006

Mychajlo Hryhorowytsch Lyssenko (ukrainisch Михайло Григорович Лисенко, russisch Михаил Григорьевич Лысенко Michail Grigorjewitsch Lyssenko; * 16. Oktoberjul. / 29. Oktober 1906greg. in Schpyliwka, Gouvernement Charkow, Russisches Kaiserreich; † 8. Mai 1972 in Kiew, Ukrainische SSR) war ein ukrainisch-sowjetischer Bildhauer.

## Leben

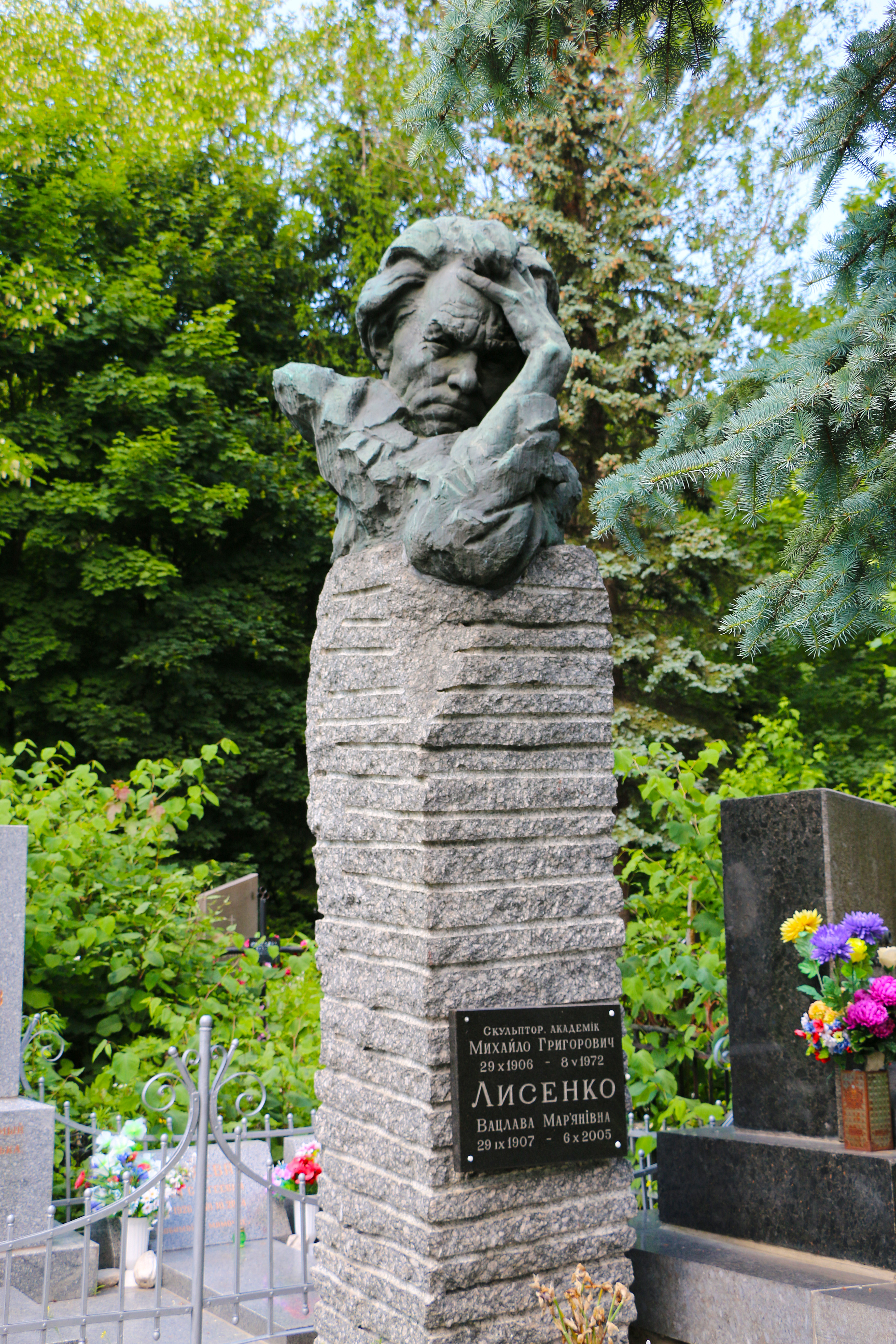
Mychajlo Lyssenkos Grab auf dem Baikowe-Friedhof

Mychajlo Lyssenko kam als Sohn einer Bauernfamilie im Dorf Schpyliwka im heutigen Rajon Sumy der ukrainischen Oblast Sumy zur Welt.
Er ging in Sumy zur Schule und studierte ab 1926 am Kunstinstitut in Charkow bei Leonora Bloch (Леонора Абрамівна Блох, 1881–1943) und Iwan Sewera (Іван Васильович Севера, 1891–1971).
Von 1944 an lehrte Lyssenko (seit 1947 als Professor) am Kiewer Kunstinstitut. Zu seinen Schülern zählt unter anderem Halyna Kaltschenko. Ab 1948 war er Mitglied der KPdSU (b) und 1970 wurde er Mitglied der Russischen Akademie der Künste.
Er arbeitete vor allem im Genre der Staffelei und schuf zahlreiche Monumental-Skulpturen, darunter das große Lenindenkmal von Saporischschja. 
Lyssenko starb 1972 65-jährig in Kiew und wurde dort auf dem Baikowe-Friedhof bestattet.

## Ehrungen
Mychajlo Lyssenko erhielt eine Vielzahl von Ehrungen und Auszeichnungen. Darunter:
- 1943 Verdienter Künstler der Ukraine
- 1960 Volkskünstler der USSR[2]
- 1963 Volkskünstler der UdSSR[1]
- Leninorden[2]
- Orden des Roten Banners der Arbeit[2]
- Die Nationalbank der Ukraine gab zu Ehren seines 100. Geburtstages 2006 eine 2-Hrywnja-Gedenkmünze heraus.[3]